# 以色列—哈薩克斯坦關係
以色列-哈萨克斯坦关系是指以色列和哈萨克斯坦之间当前和历史上的关系。两国于1992年4月10日建立外交关系。以色列驻哈萨克斯坦大使馆于1992年8月开放。哈萨克斯坦驻以色列大使馆于1996年5月开放。以色列在努尔苏丹设有大使馆，哈萨克斯坦在特拉维夫也设有大使馆。

## 历史
2004年8月，哈萨克斯坦国务卿会见了以色列驻乌兹别克斯坦大使摩西·卡姆希，讨论了两国之间的社会和经济关系，以及将以色列大使馆迁至阿斯塔纳（现在的努尔-苏丹）。95名哈萨克斯坦农民、管理人员和科学家在以色列接受了培训。
两国在国防和情报领域保持着密切联系。

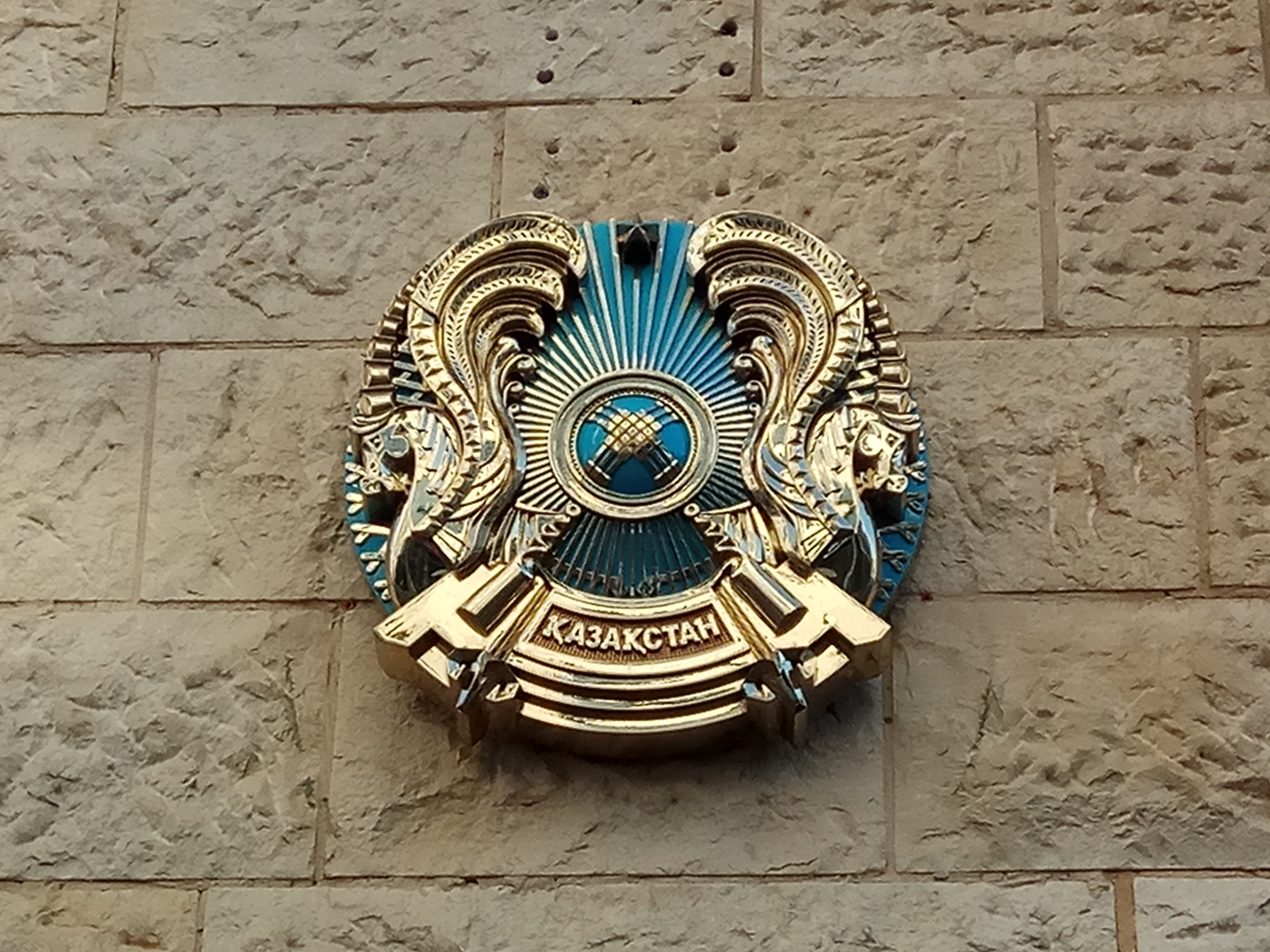
哈萨克斯坦国徽，位于特拉维夫

2009年4月，哈萨克斯坦国家安全委员会声称该国国防部故意从以色列武器制造商购买了有缺陷的火炮和防御系统。国防部副部长希穆拉特·梅尔马诺夫因与此案有关而被捕。
2009年6月，以色列总统佩雷斯访问哈萨克斯坦，他担任外交部长时曾多次访问哈萨克斯坦。
2016年12月，以色列总理内塔尼亚胡出席在阿斯塔纳举行的哈萨克-以色列商业论坛。内塔尼亚胡对哈萨克斯坦的访问是以色列政府首脑的首次访问。
一些以色列评论人士暗示，以色列与中亚国家（包括哈萨克斯坦）的关系，是该国参与控制中亚战略自然资源的“大博弈”的一部分。同样，伊朗伊斯兰共和国既公开表示愤怒，又私下试图取消哈萨克斯坦与以色列的关系，但都无济于事。在前苏联解体后，伊朗曾试图让新独立的前苏联穆斯林国家取代沙特阿拉伯和美国成为其盟友，但以失败告终。他们的反以色列行动在风格和结果上都相当相似。

## 经济合作
以色列超过25%的石油采购来自哈萨克斯坦，哈萨克斯坦正寻求增加对以色列的石油销售。
以色列和哈萨克斯坦在阿拉木图地区启动了以色列-哈萨克斯坦灌溉示范中心。

## 哈萨克斯坦的犹太社区
当斯大林将成千上万的犹太人从定居点流放时，哈萨克斯坦的犹太人人口急剧增加。另外8500名犹太人在第二次世界大战期间逃到了哈萨克斯坦。自1989年以来，约有1万名哈萨克犹太人迁居到以色列。
阿斯塔纳的拜特雷切尔犹太教堂是中亚最大的犹太教堂，于2004年开放。
1999年，哈萨克斯坦所有的犹太社区在全哈萨克斯坦犹太人大会的领导下聚集在一起。该国的第一个犹太教堂于2001年由查巴德·卢巴维奇开放，同时还建立了一个社区中心，提供犹太日校和夏令营服务。
今天，哈萨克斯坦的犹太社区有3,300人，有20多个犹太组织和14所日制学校。超过700名犹太学生在全国14所犹太走读学校学习，以色列犹太机构也在全国各地赞助了几个青年中心，向犹太青少年教授犹太文化和希伯来语。
哈萨克斯坦的犹太社区继续着他们的文化遗产。2007年，阿拉木图成立了犹太青年舞蹈和声乐团体普拉希姆。普拉欣演唱的曲目中最精彩的是意第绪语歌曲《Bei Mir Bistu Shein》，乐队用哈萨克语、俄语、意第绪语和希伯来语四种语言演唱这首歌。2014年10月，该乐队在波士顿和纽约举行了几场演唱会。美国犹太青年表演者计划于2015年春季回访哈萨克斯坦。
2016年9月，阿拉木图中央犹太教会堂举行《摩西五经》第十二卷介绍仪式。20是对拉比利瓦伊茨恰克·施涅森的致敬，他是鲁巴维奇·里贝的父亲，后来又以哈萨克斯坦的犹太中心查巴德·鲁巴维奇命名。